# میشل پوتیه
میشل پوتیه (فرانسوی: Michel Pottier‎؛ زادهٔ ۱۲ ژانویهٔ ۱۹۴۸) بازیکن فوتبال اهل فرانسه بود.
وی در تیم ملی فوتبال فرانسه بازی کرده‌است.